# C/1885 X2 (Barnard)
C/1885 X2 (Barnard) ist ein Komet, der im Jahr 1886 mit dem bloßen Auge gesehen werden konnte.

## Entdeckung und Beobachtung
Am Abend des 1. Dezember 1885 war der Komet C/1885 X1 (Fabry) in Paris entdeckt worden. Bis zum folgenden Abend war die Nachricht davon bei dem Kometensucher Edward E. Barnard in Nashville (Tennessee) eingegangen, der diesen Kometen ebenfalls erfolgreich beobachten konnte. Am darauf folgenden Abend des 3. Dezember 1885 (Ortszeit) waren die Beobachtungsbedingungen für diesen Kometen aber zunächst ungünstig, und Barnard begann den Himmel mithilfe eines 15 cm-Refraktors nach weiteren Kometen abzusuchen. Nach zwei Stunden fand er ein ihm unbekanntes nebliges Objekt.
Es war seine fünfte Kometenentdeckung und der Komet befand sich zu diesem Zeitpunkt noch weit von der Sonne entfernt, jenseits der Umlaufbahn des Mars. Dennoch wurde er im weiteren Verlauf des Monats bereits intensiv beobachtet, u. a. auch von Ralph Copeland in Schottland, Herbert H. Turner am Royal Greenwich Observatory, Ladislaus Weinek in Prag, Ernst Wilhelm Leberecht Tempel in Italien und Alphonse Louis Nicolas Borrelly in Marseille. Bis zum Februar 1886 bot der Komet nur einen sehr diffusen und schwachen Eindruck, und erst gegen Ende des Monats begann sich ein kleiner Schweif auszubilden. Ende März war die Helligkeit bis auf etwa 8 mag angewachsen.
Im April 1886 bewegte sich der Komet seiner größten Annäherung an Sonne und Erde entgegen, aber er konnte nur noch direkt über dem Horizont in der Abenddämmerung beobachtet werden und ab Ende des Monats erschien er dann in der Morgendämmerung. Die Helligkeit hatte inzwischen etwa 5,5 mag erreicht und der Schweif eine Länge von 2°.
In der ersten Maihälfte wurde der Komet von mehreren Beobachtern auch mit bloßem Auge beobachtet, die eine Helligkeit von 5 mag und eine Schweiflänge von 3° berichteten. Die letzte Beobachtung auf der Nordhalbkugel gelang Barnard am 17. Mai. Nach Durchlaufen seiner größten Annäherung an die Sonne bewegte sich der Komet am Himmel rasch nach Süden und wurde ab Ende des Monats von einigen wenigen Beobachtern auf der Südhalbkugel weiter verfolgt, darunter William Henry Finlay am Royal Observatory am Kap der Guten Hoffnung und John Tebbutt in Windsor (New South Wales) in Australien. Tebbutt konnte ihn noch am 3. Juni mit bloßem Auge erkennen, er entfernte sich jedoch rasch und verblasste, und die letzte Beobachtung erfolgte schließlich am 26. Juli 1886.
Etwa während des gleichen Zeitraums, in dem der Komet Barnard beobachtet werden konnte, war auch der knapp 2 ½ Tage zuvor entdeckte Komet Fabry am Himmel zu sehen, der die meiste Zeit noch etwas heller erschien. Am Abend des 24. April 1886 näherten die beiden Kometen sich einander bis auf weniger als 7° Abstand an.

## Wissenschaftliche Auswertung
Als Komet mit einer gesicherten hyperbolischen Umlaufbahn zog der Komet Barnard das Interesse der Astronomen auf sich, die den möglichen interstellaren Ursprung der Kometen untersuchten. Insbesondere versuchte man die Bahnelemente der Kometen in die Vergangenheit zu berechnen, um dadurch nachzuprüfen, ob die Bahnform sich beim Durchgang durch das innere Sonnensystem verändert hatte.
Der Erste, der nach eigenen Berechnungen vermutete, dass sich die Hyperbelbahn des Kometen Barnard erst infolge der Bahnstörungen durch die großen Planeten aus einer sehr langgestreckten Ellipse entwickelt hatte, war der deutsche Amateurastronom Anton Thraen. Entsprechende Berechnungen, die diese Annahme bestätigten, wurden auch von Louis Fabry, Gaston Fayet, Svante Elis Strömgren und George Van Biesbroeck durchgeführt.
Strömgren errechnete unter Berücksichtigung der Bahnstörungen nur durch Jupiter und Saturn für die ursprünglich elliptische Bahn des Kometen Barnard eine Große Halbachse von etwa 3150 AE. In einer neueren Untersuchung von 1978 gaben Brian Marsden, Zdenek Sekanina und Edgar Everhart einen ähnlichen Wert von etwa 3000 AE an. Für die zukünftige Bahn fanden sie eine hyperbolische Charakteristik.
In einer Untersuchung von 2010 wurde durch Królikowska und Dybczyński nachgewiesen, dass nur dann signifikante Aussagen über die ursprüngliche und die zukünftige Bahn des Kometen gemacht werden können, wenn zur Ermittlung der Bahnelemente außer den gravitativen Störungen durch alle Planeten und den relativistischen Effekten auch zusätzlich nicht-gravitativen Einflüsse bei der Berechnung berücksichtigt werden. Die von ihnen aus 228 Beobachtungen über einen Zeitraum von 142 Tagen ermittelten Bahnelemente enthalten daher auch nicht-gravitative Parameter. Zur Beurteilung der vergangenen und zukünftigen Bahn des Kometen wurden auch die differentiellen Gezeitenkräfte von Zentrum und Scheibe der Galaxis auf Sonne und Komet berücksichtigt. Die Berechnungen bestätigen die Annahme einer ursprünglich elliptischen Bahnform des Kometen, ebenso wie die nunmehr hyperbolische Bahnform.
Die Bahnelemente des Kometen C/1885 X2 wurden neben denen von 18 anderen extrem langperiodischen Kometen von Jan Hendrik Oort zur Herleitung seiner Hypothese der Oortschen Kometenwolke benutzt.

## Umlaufbahn
Für den Kometen konnte aus 76 Beobachtungen über 150 Tage eine hyperbolische Umlaufbahn bestimmt werden, die um rund 84° gegen die Ekliptik geneigt ist. Die Bahn des Kometen steht damit fast senkrecht zur Bahnebene der Planeten. Im sonnennächsten Punkt der Bahn (Perihel), den der Komet am 3. Mai 1886 durchlaufen hat, befand er sich mit etwa 71,7 Mio. km Sonnenabstand im Bereich zwischen den Umlaufbahnen von Merkur und Venus. Am 14. Mai passierte er die Venus in etwa 75,7 Mio. km Distanz und am 27. Mai erfolgte mit etwa 50,1 Mio. km (0,34 AE) Abstand seine größte Annäherung an die Erde. Dieser relativ nahe Vorbeigang war mit ein Grund für seine beobachtete Helligkeit. An die anderen kleinen Planeten fanden keine nennenswerten Annäherungen statt.
Die folgenden Aussagen beruhen auf den nicht-gravitativen Bahnelementen von Królikowska und Dybczyński. Der Komet bewegte sich einige Zeit vor seiner Annäherung an das innere Sonnensystem noch auf einer elliptischen Bahn mit einer Bahnexzentrizität von etwa 0,99989 und einer Großen Halbachse von etwa 4300 AE. Er hatte damit eine Umlaufzeit in der Größenordnung von 280.000 Jahren und war mindestens einmal zuvor bereits bis auf etwa 0,47 AE in die Sonnennähe gelangt, es handelte sich also definitiv um einen „dynamisch alten“ Kometen. Durch die Anziehungskraft der Planeten, insbesondere während Vorbeigängen am Saturn im August 1884 in etwa 4 ¾ AE und am Jupiter im Mai 1886 in etwa 5 ¼ AE Abstand, wurde die Exzentrizität seiner Bahn auf etwa 0,99995 und seine Große Halbachse auf etwa 9300 AE vergrößert, so dass sich seine Umlaufzeit auf etwa 900.000 Jahre erhöht. Alle genannten Werte besitzen allerdings eine hohe Unsicherheit.